# Andrés Cadavid
Andrés Felipe Cadavid Cardona (Medellín, 28 dicembre 1985) è un calciatore colombiano, difensore svincolato.

## Palmarès

### Competizioni nazionali
- Campionato colombiano: 1

Millonarios: 2017-II
- Súper Liga: 1

Millonarios: 2018
- Copa Colombia: 2

Independiente Medellín: 2019, 2020